# Iliușin Il-4

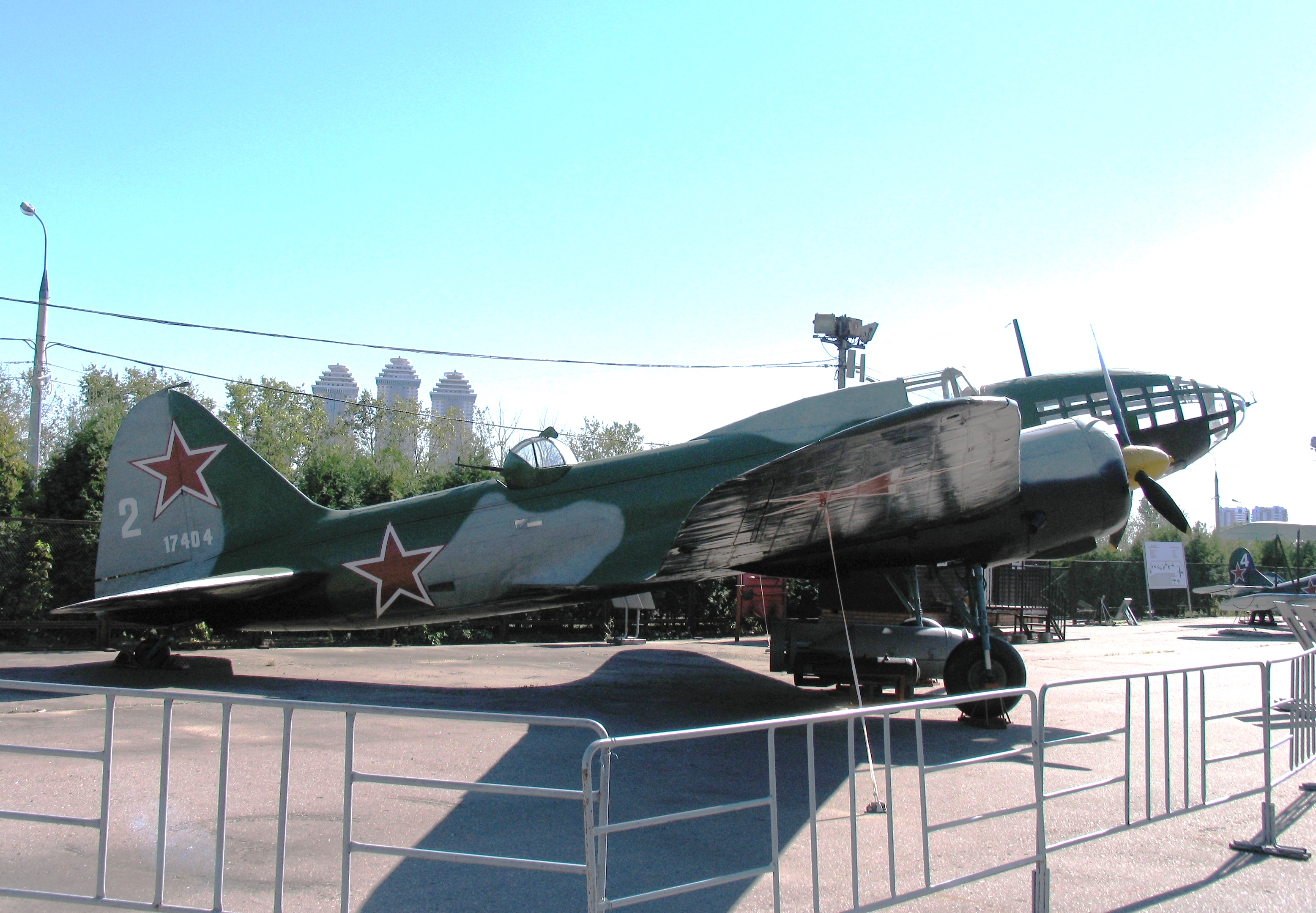
Il-4 la muzeul din Moscova

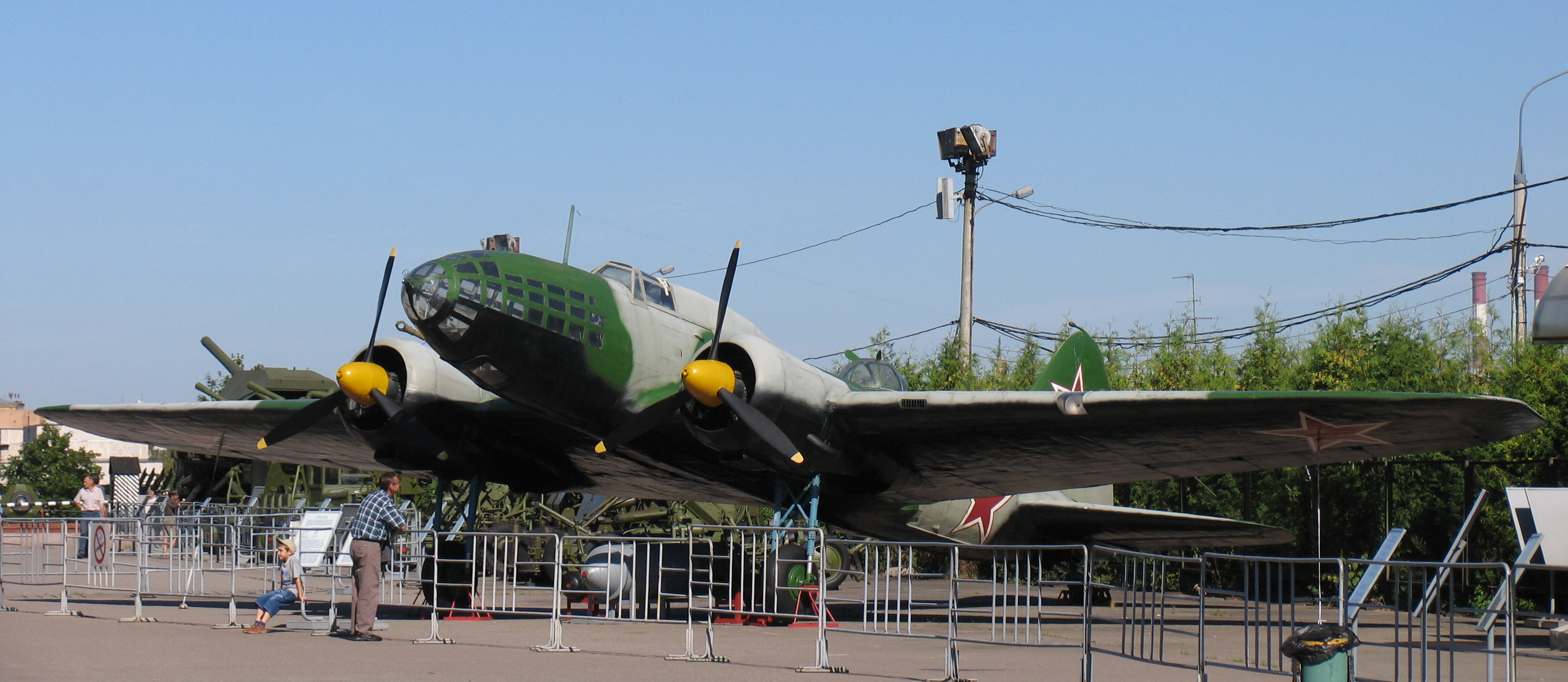
Il-4 la muzeul din Moscova (vedere din față

Iliușin Il-4 (rusă Ильюшин Ил-4, Cod NATO: „Bob”) a fost o serie sovietică de avioane de bombardament.

## Date tehnice

Planul unui Il-4:
vedere laterală
vedere de sus și vedere din față